# San Donato di Ninea
San Donato di Ninea är en ort och kommun i provinsen Cosenza i regionen Kalabrien i Italien. Kommunen hade 1 248 invånare (2018).